# ساعد
اَرَش (به عربی: ساعِد) نام بخشی از دست بدن است که میان بازو و مچ دست قرار گرفته است.
ساعد عضوی از اندام حرکتی فوقانی (جلویی) بدن بین آرنج تا مچ است که در بسیاری از پستانداران، پرندگان و خزندگان وجود دارد و از دو استخوان زند زیرین (اولنا) و زند زبرین (رادیوس) تشکیل شده است.

## بافت نرم ساعد
حس پوست ناحیه قدامی ساعد از اعصاب جلدی ساعدی داخلی (از طناب داخلی) و جلدی ساعدی خارجی (شاخه موسکولوکوتانئوس) و حس پوست ناحیه خلفی میانی ساعد از عصب جلدی ساعد خلفی میانی (از عصب رادیال) تأمین می‌شود. فاسیای سطحی ساعد محتوی وریدهای سفالیک و بازیلیک می‌باشد. در ضمن این فاسیا محتوی عروق لنفاوی سطحی است که لنف را در مسیر ورید سفالیک به عقده‌های لنفاوی زیر ترقوه ای هدایت می‌کند. فاسیای عمقی ساعد روی عضلات را پوشانده و ادامه آن در ناحیه دست در جلو و عقب استخوانهای مچ ضخیم شده ومهار خم کننده‌ها (retinaculum flexor) و مهار بازکننده‌ها (retinaculum extensor) را می‌سازند، برای بررسی عضلات، ناحیه ساعد را به دو ناحیه قدامی و خلفی تقسیم می‌کنند.

## رگ‌ها
شاخه‌های انتهائی شریان براکیال که شامل دو شریان رادیال و اولنار می‌باشند، نواحی قدامی و خلفی ساعد و دست را خون رسانی می‌کنند.

## ماهیچه‌ها
ناحیه قدامی ساعد:
ماهیچه‌های این ناحیه عمل فلکسیون مچ دست و انگشتان را انجام می‌دهند، این عضلات به دو گروه سطح و عمقی تقسیم می‌شوند، گروه سطحی یک زردپی مشترک تشکیل داده (flexor of tendon common (این وتر به اپیکوندیل داخلی بازو متصل می‌شود، طبقه عمقی به سطوح قدامی استخوانهای ساعد متصل می‌شوند. این عضلات عمدتاً از عصب میانی (مدیان) عصب‌گیری می‌کنند.
ناحیه خلفی ساعد:
این عضلات عمل اکستانسیون مچ دست و انگشتان را انجام می‌دهند، در دو طبقه سطحی و عمقی قرار دارند، طبقه سطحی زردپی مشترک بازکننده‌ها (extensur of tendon common (را تشکیل می‌دهند که از اپیکوندیل خارجی استخوان بازو منشأ می‌گیرد. طبقه عمقی نیز روی سطوح خلفی استخوان‌های ساعد اتصال دارند.
| کمپارتمان | سطح               | ماهیچه                                 | E/I | عصب               |
| --------- | ----------------- | -------------------------------------- | --- | ----------------- |
| پیشین     | سطحی              | ماهیچه خم‌کننده مچ به زند زبرین         | E   | داخلی             |
| پیشین     | سطحی              | ماهیچه دراز کف‌دستی                     | E   | داخلی             |
| پیشین     | سطحی              | ماهیچه خم‌کننده مچ به زند زیرین         | E   | زند زیرین         |
| پیشین     | سطحی              | ماهیچه درون‌گردان گرد                   | I   | داخلی             |
| پیشین     | سطحی (یا میانه‌ای) | ماهیچه خم‌کننده سطحی انگشتان دست        | E   | داخلی             |
| پیشین     | عمقی              | ماهیچه عمقی خم‌کننده انگشتان دست        | E   | زند زیرین + داخلی |
| پیشین     | عمقی              | ماهیچه دراز خم‌کننده شست دست            | E   | داخلی             |
| پیشین     | عمقی              | ماهیچه درون‌گردان چهارگوش               | I   | داخلی             |
| پسین      | (پایین را ببینید) | ماهیچه بازویی‌زبرزندی                   | I   | زند زبرین         |
| پسین      | سطحی              | ماهیچه دراز بازکننده مچ به زند بالایی  | E   | زند زبرین         |
| پسین      | سطحی              | ماهیچه کوتاه بازکننده مچ به زند بالایی | E   | زند زبرین         |
| پسین      | میانه‌ای           | ماهیچه بازکننده انگشتان دست            | E   | زند زبرین         |
| پسین      | میانه‌ای           | ماهیچه بازکننده انگشت کوچک دست         | E   | زند زبرین         |
| پسین      | سطحی              | ماهیچه بازکننده مچ به زند پایینی       | E   | زند زبرین         |
| پسین      | عمقی              | ماهیچه دراز دورکننده شست دست           | E   | زند زبرین         |
| پسین      | عمقی              | ماهیچه کوتاه بازکننده شست دست          | E   | زند زبرین         |
| پسین      | عمقی              | ماهیچه دراز بازکننده شست دست           | E   | زند زبرین         |
| پسین      | عمقی              | ماهیچه بازکننده انگشت اشاره            | E   | زند زبرین         |
| پسین      | عمقی              | ماهیچه برون‌گردان                       | I   | زند زبرین         |
| پسین      | عمقی              | ماهیچه آرنجی                           | I   | زند زبرین         |

## عصب‌ها
عصب میانی

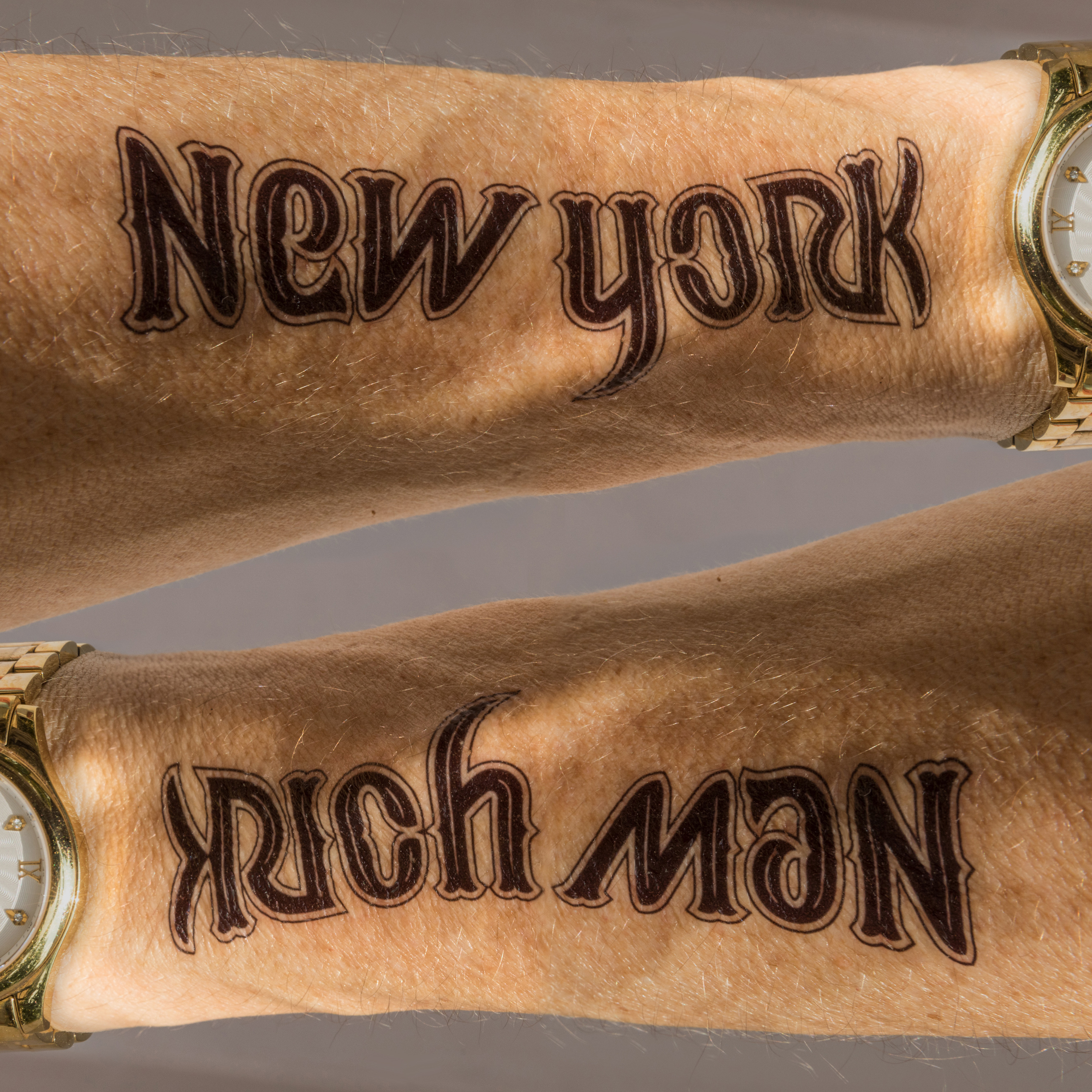
نگاره‌ای از یک خال‌کوبی متقارن‌نما بر روی ساعد یک مرد.

عصب میانی (مدیان) با عبور از بین دو سر عضله پروناتورترس از حفره کوپیتال وارد ساعد می‌شود، این عصب در ساعد در جلو عضله تا کننده عمقی انگشتان و در عقب عضله تاکننده سطحی انگشتان به پائین نزول می‌کند و با عبور از زیر فلکسور ریتناکولوم و از درون تونل کارپ وارد دست می‌شود، شاخه‌های آن در ساعد شامل شاخه‌های موسکولا، مفصلی (برای مفصل آرنج)، پالمار کوتانئوس و بین استخوانی قدامی می‌باشد.
عصب زند زیرین:
عصب زند زیرین (اولنار) با عبور از عقب آپیکوندیل داخلی و عبور از بین دو سر عضله فلکسور کارپی اولناریس وارد ناحیه قدامی ساعد می‌شود و در بین عضلات فلکسور کارپی اولناریس و فلکسور عمقی انگشتان طی مسیر می‌کند، در دو ثلث تحتانی مسیرش با شریان اولنار همراه می‌باشد در جلوی مفصل مچ عصب سطحی شده و با عبور از بین وترهای عضلات فلکسور کارپی اولناریس
و تاکننده سطحی انگشتان، از جلو فلکسور رتیناکولوم عبور کرده و وارد دست می‌شود شاخه‌های آن در ساعد شامل شاخه‌های عضلاتی، مفصلی (برای مفصل آرنج)، پالمار کوتانئوس و دورسال می‌باشد.
عصب زند زبرین:
عصب زند زبرین (رادیال) با سوراخ کردن سپتوم بین عضلانی خارجی در پائین بازو از خلف به قدام آمده و در جلو اپیکوندیل خارجی در حفره کوپیتال بین عضلات براکیالیس و براکیورادیالیس قرار گرفته و به دو شاخه انتهائی سطحی و عمقی تقسیم می‌شود. شاخه‌های جانبی عصب رادیال در ساعد شامل شاخه‌های موسکولار و مفصلی (برای مفصل آرنج) می‌باشد، شاخه سطحی عصب رادیال حسی بوده و در زیر عضله براکیورادیالیس نزول می‌کند، سپس به خلف دست رفته و پوست ناحیه خلفی دست را حس می‌دهد. شاخه عمقی عصب رادیال حرکتی بوده و با عبور از بین الیاف عضله سوپیناتور به خلف ساعد رفته و به عضلات این ناحیه عصب می‌دهد.